# 葛野王 (平安時代)
葛野王（かどのおう、宝亀10年（779年） - 大同3年8月3日（808年8月27日））は、平安時代初期の皇族。三品・薭田親王の四男。官位は従四位下・主馬頭。

## 経歴
桓武朝後期に二世王としての蔭位を受けて従四位下に直叙されるとともに、侍従に任ぜられる。延暦23年（804年）主馬頭を兼ね、桓武朝末の延暦25年（806年）には侍従を解かれて主馬頭に常陸守を兼帯した。
平城朝の大同3年（808年）8月3日卒去。享年30。最終官位は散位従四位下。

## 官歴
『日本後紀』による。
- 時期不詳：従四位下。侍従
- 延暦23年（804年） 4月8日：兼主馬頭
- 延暦25年（806年） 正月28日：兼常陸守、主馬頭如故
- 大同3年（808年） 8月3日：卒去（散位従四位下）